# Wara (Burkina Faso)
Pour les articles homonymes, voir Wara et Ouara.
Ne doit pas être confondu avec Ouéré.
Wara, également orthographié Ouara, est un village du département et la commune rurale de Karangasso-Vigué situé dans la province du Houet de la région des Hauts-Bassins au Burkina Faso.

## Éducation et santé
Le village accueille un centre de santé et de promotion sociale (CSPS).